# Pacanów
Pacanów je město ve středním Polsku ve Svatokřížském vojvodství v okrese Busko. Historicky náleží k Sandoměřsku, severní části Malopolska, z geomorfologického hlediska se pak nachází v Nidské sníženině. K roku 2022 zde žilo 1 060 obyvatel, rozloha města činí 7,12 km². Gmina Pacanów zahrnuje kromě samotného města i 27 vesnických sídel.

## Dějiny a pamětihodnosti
Lokace Pacanova na magdeburském právu proběhla v roce 1265. Jednalo se o soukromé město ve vlastnictví různých šlechtických rodů. Do roku 1795 patřilo k polsko-litevské říši, později nakrátko připadlo habsburskému Rakousku jako součást tzv. Nové Haliče, načež bylo připojeno k napoleonskému Varšavskému knížectví (1809–1815) a pak Kongresovému Polsku v rámci Ruského imperia. Od roku 1918 opět v hranicích nezávislého Polska. Do druhé světové války ve městě žila početná židovská menšina.
Dne 7. listopadu 1869, během tzv. městské reformy prováděné ruskou carskou správou, ztratil Pacanów status města, který mu byl navrácen až po 150 letech, k 1. lednu 2019.
Nejvýznamnější místní památkou je farní kostel sv. Martina, původně gotický, přestavěný do barokní podoby v 16. a 17. století. Roku 2008 mu byl udělen titul basilica minor.

## Kozlík Popleta

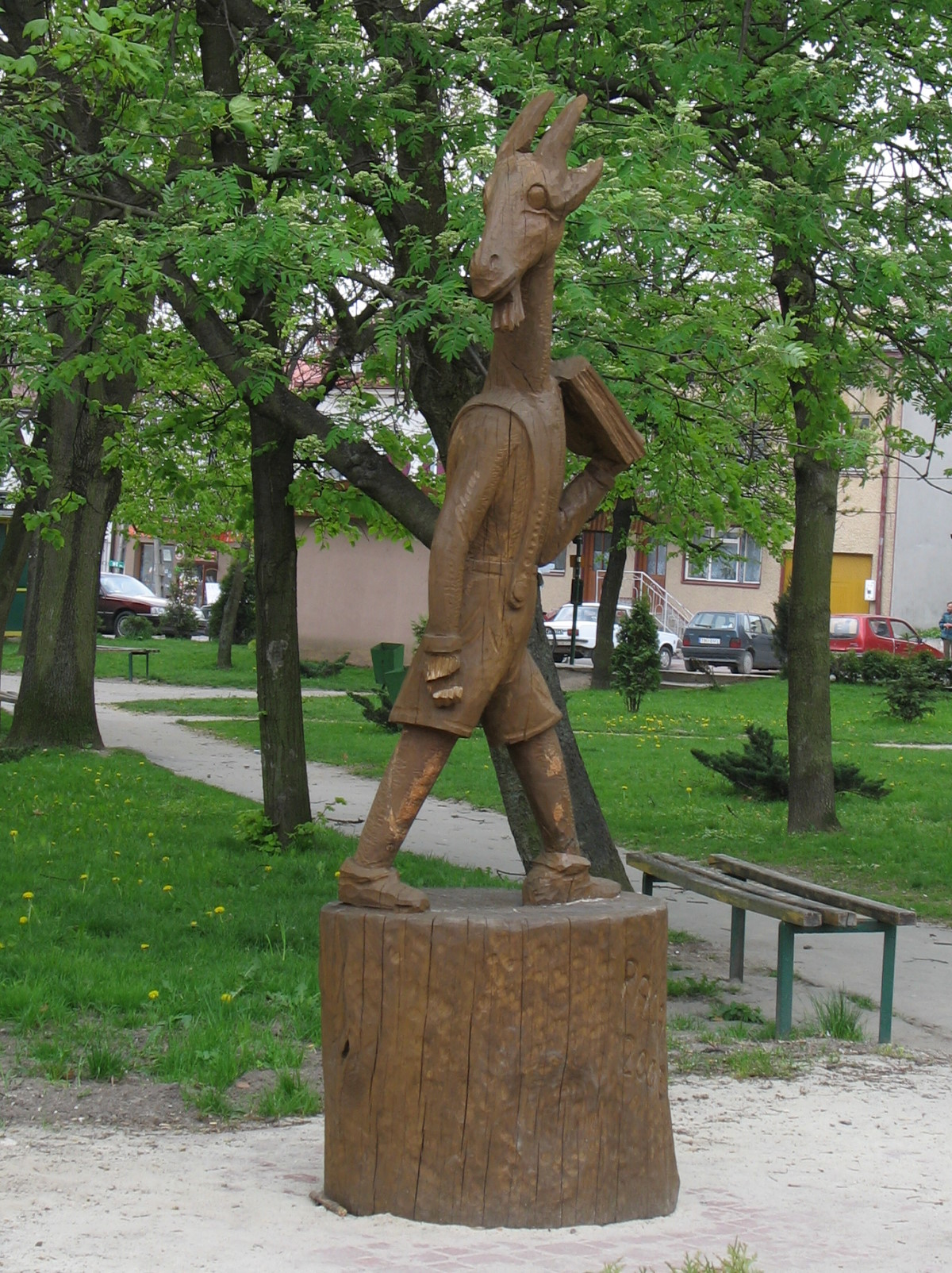
Pomník Kozlíka Poplety

Pacanów je známý především v souvislosti s Kozlíkem Popletou (v originále Koziołek Matołek) – komiksovou postavičkou vytvořenou v roce 1932 Kornelem Makuszyńským a Marianem Walentynowiczem. Dobrácky naivní a neobratný kozlík prožívá nesčetná dobrodružství, když bloudí světem, aby konečně našel legendární Pacanów, kde se prý kovají kozy. Využití zrovna toho městečka v příbězích o Popletovi není náhodné, jedná se totiž v polštině o slovní hříčku: pacan je něco jako „pako“ či „hňup“, a pro svůj legrační název byl Pacanów už před vydáním prvních komiksů jednou z polských verzí Kocourkova.
O kozlíkových dobrodružstvích vyšly ve 30. letech čtyři komiksové knihy a v letech 1969–1971 byl natočen úspěšný animovaný seriál vysílaný i v Československu. Dnes je Popleta fakticky symbolem Pacanova, ve městě se nachází několik jeho pomníků, sošek, mural artů a dalších zpodobnění. Od roku 2003 se zde každoročně koná Festival dětské kultury. Roku 2010 bylo otevřeno Evropské pohádkové centrum Kozlíka Poplety (Europejskie Centrum Bajki im. Koziołka Matołka) s Muzeem pohádkových hrdinů, Knihovnou literatury pro děti a mládež, multifunkčním sálem a amfiteátrem.